# Herbert Küpper
Herbert Küpper (* 1964) ist ein deutscher Jurist und Schriftsteller.

## Leben
Er studierte Rechtswissenschaft an den Universitäten Köln und London (King’s College London) und absolvierte die Referendarausbildung in Köln und Budapest. Nach der Promotion 1997 zum Dr. jur. war er von 1997 bis 2003 wissenschaftlicher Assistent am Institut für Ostrecht der Universität zu Köln. Nach der Habilitation 2002 für die Fächer Staats- und Verwaltungsrecht, Völkerrecht und Ostrecht ist er seit 2003 wissenschaftlicher Referent für ungarisches Recht und seit 2004 Geschäftsführer des Instituts für Ostrecht (IOR). Seit 2022 lehrt er an der Andrássy Universität Budapest am Lehrstuhl für Europäisches Öffentliches Recht und seine Grundlagen. Außerdem unterrichtet er regelmäßig an den Universitäten Pécs und Szeged sowie Regensburg, Lissabon und KAZGUU (Astana).
2014 ernannte ihn die Universität Pécs zum „Doctor et Professor Honoris Causa“.
Zu seinen Forschungsschwerpunkten zählen u. a.
- das Recht der ehemals sozialistischen Staaten, insbesondere das ungarische Recht,
- das vergleichende Verfassungsrecht,
- das vergleichende Verwaltungsrecht,
- das Recht der Vergangenheitsbewältigung in vergleichender Perspektive,
- die juristische Fachübersetzung insbesondere im Sprachverhältnis Deutsch-Ungarisch/Ungarisch-Deutsch[3].

Zusammen mit Tekla Papp von der Ludovika-Universität für den Öffentlichen Dienst Budapest leitet der die Rechtsvergleichende Forschungswerkstatt „Juristisches Grenzland: Die Berührungspunkte zwischen Privatrecht und öffentlichem Recht in hybriden Rechtsgebieten“. Er ist zusammen mit Cindy Wittke der Leiter des Themenfelds „Krieg, Frieden und Nachkriegsordnung“ im Regensburger Zentrum für interdisziplinäre Ukrainestudien – Denkraum Ukraine.
Er ist Mitglied u. a.
- der Deutschen Gesellschaft für Osteuropakunde (DGO), deren Zweigstelle Regensburg er zusammen mit Katrin Boeckh leitet,
- der Südosteuropa-Gesellschaft (SOG), deren Vizepräsident er seit 2016 ist,
- der Vereinigung der Deutschen Staatsrechtslehrer,
- und der Societas Iuris Publici Europaei (SIPE),
- der Deutsch-Ungarischen Juristenvereinigung, deren Vorstandsmitglied er ist,
- des European Law Institute,
- von amnesty international
- und des Bundesverbands Information und Beratung für NS-Verfolgte.

## Schriften (Auswahl)
- Autonomie im Einheitsstaat. Geschichte und Gegenwart der Selbstverwaltung in Ungarn. Berlin 2002, ISBN 3-428-10635-0.
- Kollektive Rechte in der Wiedergutmachung von Systemunrecht. Frankfurt am Main 2004, ISBN 3-631-92031-8.
- Einführung in die Rechtsgeschichte Osteuropas. Frankfurt am Main 2005, ISBN 3-631-54103-1.
- Die rechtliche Aufarbeitung der kommunistischen Vergangenheit in Osteuropa. Hrsg. mit Friedrich-Christian Schroeder. Frankfurt am Main 2009, ISBN 978-3-631-59611-1.
- Ungarns Verfassung vom 25. April 2011. Einführung – Übersetzung – Materialen. Frankfurt am Main 2012, ISBN 978-3-631-62427-2.
- Einführung in das ungarische Recht. München 2011, ISBN 978-3-406-56753-7.
- Einführung in die Verfassungssysteme Südosteuropas. Berlin 2018, ISBN 978-3-8305-3873-8.
- The Post-Soviet as Post-Colonial: A New Paradigm for Understanding Constitutional Dynamics in the Former Soviet Empire. Zusammen mit William Partlett. Cheltenham, Northampton 2022, ISBN 978-1-80220-943-3.
- Tod in der Karnevalsrunde. Hamburg, 2024, ISBN 978-3-384-06699-2.
- Vier Streichhölzer und eine Leiche. Hamburg, 2025, ISBN 978-3-384-37685-5.